# 維加 (喬治亞州)
維加（英語：Vega）是位於美國喬治亞州派克縣的一個非建制地區。該地的面積和人口皆未知。

## 地理
維加的座標為33°01′24″N 84°17′19″W / 33.02333°N 84.28861°W，而該地的平均海拔高度為249米（即817英尺）。